# Ионик (архитектура)
Ионик, ионический киматий (от др.-греч. ιωνες — ионийский и др.-греч. κυμά — волна) — иониками в классической архитектуре называют элементы орнамента, характерные для ионийского стиля и памятников архитектуры ионического ордера. Представляют собой яйцеобразную форму, заострённую книзу и срезанную наверху, другое название — овы (лат. ovum — яйцо). Ряд таких яйцеобразных форм, чередующихся со стрельчатыми элементами или мотивом из маленьких перевёрнутых треугольных листиков (нем. Spitzenstab), образует орнаментальный ряд. Над ним обычно помещают валик, внизу ряд иоников обрамляется бусами или «жемчужником» (итал. fusarole e perline).
Пояс иоников декорирует эхин ионической капители, служит обрамлением других архитектурных деталей или рельефов, украшает тяги, пояса, наличники окон и порталов. Иониками часто украшают киматий — криволинейный профиль, так называемый «облом» S-образного изгиба. У него верхняя часть выпуклая (в четверть окружности), а нижняя — вогнутая; он напоминает каблук, поэтому по-русски называется «каблучок», в латинской терминологии: «обратный изгиб» (лат. cyma reversa). Такой киматий в теории архитектурных форм именуют ионическим.
Ионический киматий использовали также в архитектуре коринфского и композитного ордеров. Овы применяли для украшения карнизов, гзымсов (устаревшее название карниза, тяги или сандрика). Овы в сочетании с элементами лиственного орнамента иногда называют «цветочными» (фр. oves fleuronnés). В древнеримской и последующей архитектуре иониками вопреки канону украшали элементы разных ордеров, включая дорический. Так, например, на колоннах Траяна (113) и Марка Аврелия (176—193) в Риме, на Александровской колонне в Санкт-Петербурге (1829—1834) эхины дорических капителей декорированы иониками.
- Пояс иоников капители ионического ордера. Таблица из трактата Ж- Д. Ле Роя «Самые красивые руины памятников Греции». 1758
- Фриз с чередующимися пальметтами и антемиями. Выше: два ряда ионических киматиев. Эрехтейон Афинского Акрополя (421—406 гг. до н. э.).
- Антаблемент храма Веспасиана на Римском форуме. Конец I в. н. э. Воссоздан в Табулярии (Капитолийские музеи), Рим
- Антаблемент храма Веспасиана